# Primera catalana de futbol
|  | No confondre amb la històrica Primera Divisió Catalana, ja desapareguda. |

La Primera Catalana, anomenada fins a la temporada 2010-2011 Preferent Territorial o popularment Regional Preferent, és un torneig organitzat cada any per la Federació Catalana de Futbol. És la setena categoria a nivell estatal, i la segona categoria a nivell nacional en el marc del sistema de Divisions regionals de futbol d'Espanya, per sota de la Lliga Elit i per sobre de la Segona Catalana.

## Història

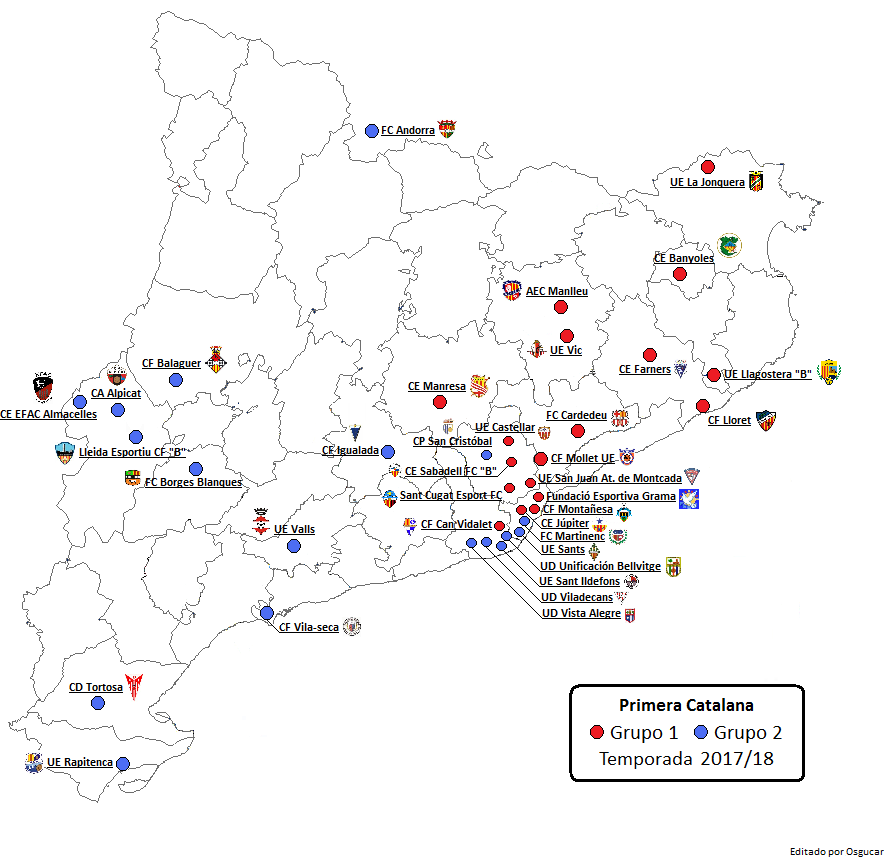
Distribució geogràfica dels 36 equips que conformaven la primera catalana la temporada 2017/18.

La Regional Preferent neix amb aquest nom a la temporada 1968-1969 per tal d'ésser un esglaó intermedi entre la Tercera Divisió i l'aleshores anomenada Primera Categoria. Es forma amb clubs d'aquestes dues divisions fins a completar un únic grup amb els següents 20 equips: Tossa, Guíxols, Sant Martí, EC Granollers, UE Tàrrega, CE L'Hospitalet, CE Mataró, Vic, Horta, CE Manresa, UE Cornellà, Arenys, Sitges, Anglès, FC Andorra, Júpiter, Palamós CF, Roses, UE Sants i La Cava. Aquests dos darrers trenquen el foc en el partit inaugural avançat al dissabte 7 de setembre de 1968. L'històric matx es juga a les instal·lacions del FC Barcelona en haver estat expropiat el mític camp del Sants al carrer Galileu per tal d'obrir l'Avinguda de Madrid. El resultat final fou de 4 a 1 favorable al Sants. El Mataró es converteix en el primer campió de la categoria i obté l'ascens a Tercera Divisió (només pujava el primer classificat) i el Sant Martí queda en segon lloc, a cinc punts; mentre que els primers equips relegats són Roses, Guíxols, Arenys i el mateix Sants.
La Regional Preferent mantindria l'estructura de grup únic fins a la temporada 1983-1984, desdoblant-se a la següent en dos grups de 18 equips, per tal d'encabir el creixent nombre de llicències de clubs que s'anava produint des de feia anys. A la temporada 1991-1992, coincidint amb la creació de la Primera Divisió catalana es produeix el primer canvi de nom de la categoria, ara anomenada Preferent Territorial. El nou Pla de Competició que la Federació Catalana de Futbol aplica durant la temporada 2011-2012, i que comporta la desaparició de l'antiga Primera Divisió catalana, fa que la Preferent adopti el nom d'aquesta mantenint, però, el mateix sistema de dos grups.

## Sistema de competició
La Primera Catalana està formada per tres grups de 16 equips cadascun, repartits seguint un criteri geogràfic. Pugen 4 equips a la Lliga Elit, els campions de cada grup i el guanyador de la fase eliminatòria d'ascens a doble partit entre els tres subcampions i el millor tercer classificat dels tres grups, previ sorteig per establir els emparellaments. La tornada de les eliminatòries sempre es jugarà a casa del més ben classificat. Baixen 12 equips a Segona Catalana, els quatre darrers de cada grup.

## Campions
| Temporada | Grup 1        | Grup 2         | Grup 3                  |
| --------- | ------------- | -------------- | ----------------------- |
| 2023-2024 | AEC Manlleu   | UD San Mauro   | CF Vilanova i la Geltrú |
| 2022-2023 | FC l'Escala   | CFJ Mollerussa | Reus FC Reddis          |
| 2021-2022 | CF Montanyesa | UE Tona        | UE Rapitenca            |

| Temporada | Grup 1A | Grup 1B         | Grup 2A | Grup 2B        |
| --------- | ------- | --------------- | ------- | -------------- |
| 2020-2021 | UE Tona | EE Guineueta CF | FC Ascó | CFJ Mollerussa |

| Temporada | Grup 1                   | Grup 2             | Resultat      | Seu - Estadi                          | Acta |
| --------- | ------------------------ | ------------------ | ------------- | ------------------------------------- | ---- |
| 2019-2020 | Girona FC "B"            | CF Montanyesa      | –             | -                                     | -    |
| 2018-2019 | FC Andorra               | UE Vilassar de Mar | 2 – 0         | Manresa - Nou Congost                 |      |
| 2017-2018 | FE Grama                 | CP San Cristóbal   | 0 – 1         | Gavà - La Bòbila                      |      |
| 2016-2017 | UA Horta                 | FC Santboià        | 1 – 2         | Martorell - Torrent Llops             |      |
| 2015-2016 | UE Vilassar de Mar       | UE Castelldefels   | 0 – 1         | Rubí - Can Rosés                      |      |
| 2014-2015 | CE Júpiter               | CD Morell          | 0 – 2         | Sant Vicenç dels Horts - La Guàrdia   |      |
| 2013-2014 | CF Peralada              | FC Martinenc       | 3 – 0         | Vilassar de Mar - Xevi Ramon          |      |
| 2012-2013 | Cerdanyola del Vallès FC | FC Ascó            | (2) 0 – 0 (4) | Vilanova i la Geltrú - Alumnes Obrers |      |
| 2011-2012 | UE Figueres              | UE Rapitenca       | 3 – 0         | Martorell - Torrent de Llops          |      |

| Temporada | Grup 1                  | Grup 2                 |
| --------- | ----------------------- | ---------------------- |
| 2010-2011 | CF Ripollet             | CDC Torreforta         |
| 2009-2010 | UE Aiguafreda           | CE Olímpic Can Fatjó   |
| 2008-2009 | UE Rubí                 | Gimnàstica Iberiana    |
| 2007-2008 | CF Olesa                | CD Marianao Poblet     |
| 2006-2007 | CP San Cristóbal        | FC Benavent            |
| 2005-2006 | UE Caprabo              | CF Igualada            |
| 2004-2005 | CD Blanes               | CD Tortosa             |
| 2003-2004 | CE Sant Celoni          | UE Rapitenca           |
| 2002-2003 | UE Rubí                 | CE Pubilla Cases       |
| 2001-2002 | FE Figueres             | UE Poble Sec           |
| 2000-2001 | UE Sants                | CD Morell              |
| 1999-2000 | UE Rubí                 | CD El Corte Inglés     |
| 1998-1999 | UE Cerdanyola de Mataró | UE Castelldefels       |
| 1997-1998 | CE Manresa              | AE Prat                |
| 1996-1997 | FC Sant Cugat Esport    | UE Valls               |
| 1995-1996 | CD Masnou               | UE Cornellà            |
| 1994-1995 | UE Badaloní             | Joventut Bisbalenca CF |
| 1993-1994 | CF Barceloneta          | CF Tremp               |
| 1992-1993 | UE Vic                  | CF Gavà                |
| 1991-1992 | UD Cerdanyola de Mataró | FC La Seu d'Urgell     |
| 1990-1991 | CE Premià               | CE Manresa             |
| 1989-1990 | Vilobí CF               | CD Tortosa             |
| 1988-1989 | CE Cristinenc           | FC Sant Cugat Esport   |
| 1987-1988 | UA Horta                | FC Martinenc           |
| 1986-1987 | CP San Cristóbal        | FC Santboià            |
| 1985-1986 | UDA Gramenet            | CF Reus Deportiu       |
| 1984-1985 | CD Blanes               | FC Martinenc           |

| Temporada | Campió            |
| --------- | ----------------- |
| 1983-1984 | AEC Manlleu       |
| 1982-1983 | Girona FC         |
| 1981-1982 | CD Banyoles       |
| 1980-1981 | FC Santboià       |
| 1979-1980 | CE L'Hospitalet   |
| 1978-1979 | FC Vilafranca     |
| 1977-1978 | UE Olot           |
| 1976-1977 | CE Europa         |
| 1975-1976 | CF Reus Deportiu  |
| 1974-1975 | CD Masnou         |
| 1973-1974 | CE Manresa        |
| 1972-1973 | Barcelona Atlètic |
| 1971-1972 | CD Masnou         |
| 1970-1971 | UE Lleida         |
| 1969-1970 | CE Júpiter        |
| 1968-1969 | CE Mataró         |

## Palmarès
3 títols
- CD Masnou (1972, 1975, 1996 I)
- CE Manresa (1974, 1991 II, 1998 I)
- UE Rubí (2000 I, 2003 I, 2009 I)
- FC Martinenc (1985 II, 1988 II, 2014 II)
- FC Santboià (1981, 1987 II,  2017 II)
- CP San Cristóbal (1987 I, 2007 I,  2018 II)
- UE Rapitenca (2004 II, 2012 II, 2022 III)

2 títols
- CF Reus Deportiu (1976, 1986 II)
- FC Sant Cugat Esport (1989 II, 1997 I)
- UE Cerdanyola de Mataró (1992 I, 1999 I)
- CD Blanes (1985 I, 2005 I)
- CD Tortosa (1990 II, 2005 II)
- CE Júpiter (1970, 2015 I)
- CD Morell (2001 II,  2015 II)
- UE Castelldefels (1999 II), ( 2016 II)
- UA Horta (1988 I, 2017 I)
- UE Vilassar de Mar (2016 I, 2019 II)
- FC Ascó ( 2013 II, 2021 IIA)
- CF Montanyesa (2020 II, 2022 I)
- UE Tona (2021 IA, 2022 II)
- CFJ Mollerussa (2021 IIB, 2023 II)

1 títol
- FC Benavent (2007 II), Gimnàstica Iberiana (2009 II), CD Marianao Poblet (2008 II), CF Olesa (2008 I), UE Caprabo (2006 I), CF Igualada (2006 II), CE Sant Celoni (2004 I), CE Pubilla Casas (2003 II), FE Figueres (2002 I), UE Poble Sec (2002 II), UE Sants (2001 I), CD El Corte Inglés (2000 II), AE Prat (1998 II), UE Valls (1997 II), UE Badaloní (1995 I), CF Barceloneta (1994 I), CD Banyoles (1982), Barcelona Atlètic (1973), UE Cornellà (1996 II), CE Cristinenc (1989 I), UDA Gramenet (1986 I), CE Europa (1977), CF Gavà (1993 II), Girona FC (1983), CE L'Hospitalet (1980), Joventut Bisbalenca CF (1995 II), UE Lleida (1971), FC La Seu d'Urgell (1992 II), AEC Manlleu (1984), CE Mataró (1969), CE Premià (1991 I), UE Olot (1978), CF Tremp (1994 II), UE Vic (1993 I), Vilobí CF (1990 I), FC Vilafranca (1979), UE Aiguafreda (2010 I), CE Olímpic Can Fatjó (2010 II), CF Ripollet (2011 I), CDC Torreforta (2011 II), UE Figueres ( 2012 I), Cerdanyola del Vallès FC (2013 I), CF Peralada ( 2014 I), FE Grama (2018 I), FC Andorra ( 2019 I), Girona FC "B" (2020 I), EE Guineueta CF (2021 IB), FC L'Escala (2023 I), Reus FC Reddis (2023 III).

 Campió de Catalunya d'Aficionats